# Теория подкрепления Джозефа Клаппера
Теория подкрепления Джозефа Клаппера — теория коммуникации, предложенная Джозефом Клаппером в 1960 году с целью противостоять мнению о том, что средства массовой информации оказывают огромное влияние на убеждения и психику людей.
Клаппер, наоборот, утверждает, что воздействие СМИ является ограниченным и скорее служит подкреплением для уже сформировавшихся убеждений и установок аудитории, нежели их изменения или создания новых.

## История появления
Впервые теория подкрепления (англ. reinforcement theory) была предложена Б. Ф. Скиннером в связи с понятием мотивации индивида. По его мнению, поведение, которое подкрепляется внешними факторами, как правило, с большей вероятностью «усиливается» и повторяется, в то время, как поведение, которое не подкрепляется, имеет тенденцию «ослабляться» и прекращаться.
Так, в самом общем отношении, теория утверждает, что люди ищут, поглощают и вспоминают информацию, которая поддерживает их ранее существовавшие мнения, установки и убеждения.
В своем труде, «Воздействие массовой коммуникации», изданном в 1960 году, Джозеф Клаппер применил теорию подкрепления к массовым коммуникациям. Данный его подход также иногда называют «феноменистическим».
По его мнению, медиа редко оказывают какой-либо прямой эффект на аудиторию и относительно бессильны, по сравнению с такими социальными и психологическими факторами, как чувство принадлежности к социальным группам, укоренившаяся модель поведения, образовательные институты и т. д.
Действие теории подкрепления в СМИ также исследовали Шрамм и Робертс, отмечая, что средства массовой информации подтверждают мнения и взгляды аудитории, а не создают новые. МакКуэйл считает, что СМИ не могут изменить политические и религиозные убеждения, но их влияние на моду и популярную музыку значимо. В исследовании привычек голосующих людей, Лазарсфельд установил, что средства массовой информации скорее укрепляют политические мнения выборщиков, а не изменяют их.

## Основные положения теории Клаппера
Основные положения теории подкрепления, выдвинутые Клаппером, следующие:
1. «Массовые коммуникации зачастую не являются необходимыми и достаточными причинами изменения мнений аудитории, а скорее находятся среди опосредующих факторов влияния и/или воздействует через эти опосредующие факторы.
2. Эти опосредующие факторы делают массовые коммуникации скорее второстепенной, а не единственной причиной укрепления (а не изменения) существующих установок аудитории.
3. В тех случаях, когда массовые коммуникации всё-таки приводят к изменению убеждений аудитории, это указывает на вероятность наличия одного или двух следующих факторов:
  1. Опосредующие факторы не функционируют, что делает влияние СМИ прямым;
  2. Опосредующие факторы, которые обычно способствуют усилению, в данном случае содействуют изменению.
4. Существуют определенные ситуации, в которых массовые коммуникации, оказывают прямые воздействия или выполняют ряд психофизических функций.
5. Эффективность массовых коммуникаций как в качестве второстепенного источника воздействия, так и источника прямого воздействия на аудиторию определяется различными аспектами СМИ или особенности той или иной коммуникативной ситуации (к примеру, особенности организации текста, характер и тип средства коммуникации, существующее мнение общественности по тому или иному вопросу и другие подобные факторы».[3]

Из вышеупомянутых положений, можно выделить ключевое, а именно утверждение о том, что в большинстве случаев, влияние средств массовой информации ограничивается усилением (а не изменением) существующих мнений и убеждений.
Вместо разрушения общественных установок и создания резких социальных изменений, медиа, как правило, служат подкреплению статус-кво. Клаппер считает, что существует слишком много барьеров, препятствующих СМИ приводить к качественным изменениям установок аудитории, за исключением особых ситуаций (см. пункт 3).

## Критика
Теория со временем начала вызывать ряд сомнений у учёных и были выявлены следующие спорные моменты: «деление на „лидеров мнений“ и пассивных реципиентов не постоянно, постепенно появляются новые „лидеры мнений“; дальнейшие исследования выявили наличие нескольких ступеней массовой коммуникации (более двух); „лидеры мнений“ не являются в собственном смысле слова „производителями идей“, они скорее являются наиболее активными их распространителями; влияние СМИ может быть и прямым, в зависимости от сложности сложившейся ситуации».
Также в противовес теории Клаппера можно привести положения Нила Постмана о воздействии медиа не только на индивида, но и на общество в целом. Таким образом он отмечает эффект телевидения на установки и модели поведения американского общества:
«Так же, как и типография когда-то руководила установками в политике, религии, бизнесе, образовании, юриспруденции и других сферах общества, телевидение сейчас устанавливает особые модели поведения. В залах судебных заседаний, в школах, в операционных комнатах, в церквях заметно, что американцы больше не разговаривают между собой — они развлекают друг друга. Они не обмениваются идеями; они обмениваются картинками. В спорах они не используют аргументированные предположения, а пытаются выиграть споры с помощью хорошей внешности, известности и рекламных роликов».